# كرة اليد في دورة الألعاب الآسيوية 2014
عقدت فعاليات كرة اليد في دورة الألعاب الآسيوية 2014 في مدينة إنتشون في كوريا الجنوبية خلال الفترة من 20 سبتمبر إلى 2 أكتوبر 2014، وفي البطولة تنافس 14 فريقًا في مسابقة الرجال، و9 فرق في مسابقة السيدات.

## الجدول
| P | الدور التمهيدي | s | المرحلة الثانية | C | تصنيف | ½ | نصف النهائي | F | نهائيات |

| الحدث↓/التاريخ → | 20 السبت | 21 الأحد | 22 الأثنين | 23 الثلاثاء | 24 الأربعاء | 25 الخميس | 26 الجمعة | 27 السبت | 28 الأحد | 29 الأثنين | 30 الثلاثاء | 1 الأربعاء | 2 الخميس |
| ---------------- | -------- | -------- | ---------- | ----------- | ----------- | --------- | --------- | -------- | -------- | ---------- | ----------- | ---------- | -------- |
| الرجال           | P        | P        | P          |             | S           | S         | S         |          | C        | ½          |             |            | F        |
| السيدات          | P        | P        | P          |             | P           | P         |           |          | ½        |            | C           | F          |          |

## الميداليات
| الحدث   | الذهبية | الفضية | البرونزية |
| ------- | --- | --- | --- |
| الرجال  | قطر · Hamdi Missaoui · Ameen Zakkar · حسن مبروك · برتراند روينه · رافائيل كابوت · Abdulla Al-Karbi · عبد الرزاق مراد · Yousuf Al-Abdulla · إلدار ميميشفيتش · غوران ستويانوفيتش · بورخا فيدال · كمال الدين ملاش · يوسف بن علي · Hamad Madadi · هادي حمدون · محمود حسب الله | كوريا الجنوبية · Jeong Yi-kyeong · Sim Jae-bok · Park Kyung-suk · Yu Dong-geun · Jung Su-young · Park Jung-geu · Lee Sang-uk · Lim Duk-jun · Oh Yun-suk · Lee Dong-myung · Hwang Do-yeop · Yoon Ci-yoel · Lee Hyeon-sik · Lee Eun-ho · Eom Hyo-won · Lee Chang-woo | البحرين · علي عبد الله عيد · محمود عبد القادر · حسن شبيب · حسن السماهيجي · Jaafar Abdulqader · Sadiq Ali · Mahdi Madan · محمد ميرزا · محمد عبد الحسين · محمد المقابي · Jasim Radhi · جاسم السلاطنة · Husain Ali · علي ميرزا سلمان · Ali Abdulqader · حسين علي السيد                                         |
| السيدات | كوريا الجنوبية · Park Sae-young · كيم سون هوا · جونغ يو را · وون سيون بيل · ريو يون هي · بارك مي را · يو هيون جي · كيم جين يي · تشوي سو مين · سونغ مي يونغ · سيم هاي إن · جونغ جي هاي · Kim On-a · لي يون بي · وو سان هي · جون هان نا                                     | اليابان · كيميكو هيدا · ميغومي هوندا · ميكاكو إشينو · أراتا نيشيكيوري · كاورو يوكوشيما · تشي كاتسورين · أيا يوكوشيما · يوي سونامي · ساتو شيرويشي · يوكو أريهاما · مايوكو إيشيتاتي · Rino Aizawa · كاوري فوجيما · نوزومي هارا · شيوري ناجاتا · أنري ماتسومورا       | كازاخستان · يفجينيا تسوبينكوفا · Rizagul Mukanova · أولغا تانكينا · مارينا بيكالوفا · فيكتوريا كولوتينسكايا · Xeniya Volnukhina · أنستاسيا رودينا · Yelena Suyazova · Tatyana Parfenova · Natalya Ilyina · إيرينا أليكساندروفا · إيرينا دانيلوفا · Yelena Klimenko · Polina Mikhailova · كريستينا كابرالوفا |

## جدول الميداليات
*   البلد المضيف (مضيف)
| المرتبة | فريق                 | ذهبية | فضية | برونزية | المجموع |
| ------- | -------------------- | ----- | ---- | ------- | ------- |
| 1       | كوريا الجنوبية (KOR) | 1     | 1    | 0       | 2       |
| 2       | قطر (QAT)            | 1     | 0    | 0       | 1       |
| 3       | اليابان (JPN)        | 0     | 1    | 0       | 1       |
| 4       | البحرين (BRN)        | 0     | 0    | 1       | 1       |
| 4       | كازاخستان (KAZ)      | 0     | 0    | 1       | 1       |
| المجموع | المجموع              | 2     | 2    | 2       | 6       |

## القرعة
أقيم حفل القرعة في 21 أغسطس 2014 لتحديد مجموعات مسابقات الرجال والسيدات، تم تأهل الفرق بناءً على ترتيبها النهائي في دورة الألعاب الآسيوية لعام 2010 . الفرق الكورية الجنوبية لم تكن المصنفة لأنها يمكن أن تختار مجموعاتهم.

### رجال
| المجموعة أ - السعودية (4) - البحرين (6) - منغوليا | المجموعة ب - إيران (2) - الكويت (8) - هونغ كونغ | المجموعة ج - قطر (5) - الصين (7) - عمان - الإمارات العربية المتحدة | المجموعة د - اليابان (3) - الهند (9) - كوريا الجنوبية (المضيف) - تايبيه الصينية |

### سيدات
| المجموعة أ - الصين (1) - تايلاند (7) - الهند - كوريا الجنوبية (المضيف) | المجموعة ب - اليابان (2) - كازاخستان (4) - هونغ كونغ - المالديف - أوزبكستان |

## الترتيب النهائي

### الرجال
| م      | الفريق                   | لعب | ف | ت | خ |
| ------ | ------------------------ | --- | - | - | - |
| الأول  | قطر                      | 8   | 8 | 0 | 0 |
| الثاني | كوريا الجنوبية           | 8   | 7 | 0 | 1 |
| الثالث | البحرين                  | 7   | 5 | 0 | 2 |
| 4      | إيران                    | 7   | 3 | 0 | 4 |
| 5      | الكويت                   | 6   | 3 | 0 | 3 |
| 6      | عمان                     | 7   | 3 | 0 | 4 |
| 7      | السعودية                 | 6   | 3 | 0 | 3 |
| 8      | تايبيه الصينية           | 7   | 2 | 0 | 5 |
| 9      | اليابان                  | 6   | 4 | 0 | 2 |
| 10     | الصين                    | 6   | 3 | 0 | 3 |
| 11     | هونغ كونغ                | 5   | 1 | 0 | 4 |
| 12     | منغوليا                  | 5   | 0 | 0 | 5 |
| 13     | الإمارات العربية المتحدة | 4   | 1 | 0 | 3 |
| 14     | الهند                    | 4   | 0 | 0 | 4 |

### السيدات
| م      | الفريق         | لعب | ف | ت | خ |
| ------ | -------------- | --- | - | - | - |
| الأول  | كوريا الجنوبية | 5   | 5 | 0 | 0 |
| الثاني | اليابان        | 6   | 5 | 0 | 1 |
| الثالث | كازاخستان      | 6   | 4 | 0 | 2 |
| 4      | الصين          | 5   | 2 | 0 | 3 |
| 5      | أوزبكستان      | 6   | 4 | 0 | 2 |
| 6      | هونغ كونغ      | 6   | 2 | 0 | 4 |
| 7      | تايلاند        | 5   | 0 | 2 | 3 |
| 8      | الهند          | 5   | 0 | 2 | 3 |
| 9      | المالديف       | 4   | 0 | 0 | 4 |

## روابط خارجية
- الموقع الرسمي